# Hatlapa (Unternehmen)
Die Hatlapa Uetersener Maschinenfabrik GmbH & Co. KG (Eigenbezeichnung: HATLAPA) war ein deutscher Hersteller von Schiffs- und Marinetechnik sowie ein Maschinenbauer mit Sitz in Uetersen. Das Unternehmen entwickelte, fertigte und vertrieb Schiffszubehör wie Winden und Rudermaschinen. Nach mehreren Eigentümerwechseln musste das Unternehmen 2019 Insolvenz anmelden.

## Geschichte
Der Ingenieur Max Hatlapa, der aus dem Raum Kattowitz kam und Bergbauingenieur war,  gründete das Unternehmen am 11. November 1919. Zunächst baute er Bäckerei- und Landmaschinen, wenige Jahre später kleine Diesel-Lokomotiven, bald aber auch Winden, Kompressoren und Generatoren für die Schiffbauindustrie. Max Hatlapa starb 1939. Seine Ehefrau Johanna Hatlapa übernahm die Unternehmensführung während der Kriegsjahre. Als nach dem Krieg ihr Sohn Hans-Heinrich Hatlapa aus der Kriegsgefangenschaft nach Hause kam, übernahm er das Unternehmen. Zunächst wurden nur Lokomotiven gebaut, weil der Schiffbau in Deutschland durch die Alliierten stark eingeschränkt worden war. Als diese Regelungen 1952 gelockert wurden, kehrte Hatlapa zur Produktion maritimer Produkte zurück. Hans-Heinrich Hatlapa starb 2009. Das Unternehmen fiel an seinen Sohn Hubertus. Das Unternehmen hatte 1920 20 Beschäftigte, 1923 waren es 40, Mitte der 1990er Jahre fast 600 Mitarbeiter.
Als Folge der ab 2007 auftretenden Weltfinanzkrise kam es ab 2008 zu einer Krise der Seeschifffahrt, die auch Hatlapa als wesentlichen Ausrüster für Neu- und Umbauten betraf. Umsatz und Ertrag brachen ein, der Personalbestand musste reduziert werden. Ende 2011 lag der Umsatz bei 118 Mio. EUR.
Zum 1. November 2013 übernahm der finnische Cargotec-Konzern Hatlapa. Das Unternehmen firmierte zunächst als MacGregor Hatlapa GmbH & Co. KG und war Teil der unter MacGregor firmierenden Schiffsausrüstungssparte von Cargotec. 2014, nach der Übernahme, lag der Umsatz von MacGregor Hatlapa bei 88 Mio. Euro. Per Ende 2017 betrug der Umsatz 100 Mio. Euro. 2019 meldete das Unternehmen Insolvenz an. Im Rahmen des Insolvenzverfahrens kam es juristischen Auseinandersetzungen wegen der Zahlung von Abfindungen an ehemalige Mitarbeiter, die MacGregor zugesagt hatte.
Aus der Insolvenzmasse heraus übernahm die in Kaltenkirchen ansässige Rother Beteiligungsgesellschaft mbH Teile von Hatlapa und firmierte sie unter Uetersener Zerspanungstechnik und Vorrichtungsbau GmbH,
die jedoch Anfang 2020 ebenfalls in Insolvenz gehen musste.